# Ragazze (film)
Ragazze (Career Girls) è un film del 1997 diretto da Mike Leigh.

## Riconoscimenti
- 1997 - Seminci
  - Espiga de plata